# Мартюшова, Лилия Григорьевна
Лилия Григорьевна Мартюшова (7 февраля 1936, с. Нижне-Илимское, Восточно-Сибирский край, РСФСР — 17 марта 2015) — советский, российский учитель. Народный учитель СССР (1988).

## Биография
Родилась 7 февраля 1936 в селе Нижне-Илимское (ныне в Нижнеилимском районе Иркутской области).
В 1959 году окончила агрономический факультет Иркутского сельскохозяйственного института, в 1965 — Красноярский государственный педагогический институт (заочное отделение).
С 1961 года — учитель биологии в средних школах Иркутской области. С 1965 по 1971 годах работала в Икейской средней школе Тулунского района. Избиралась депутатом сельсовета и руководила районной секцией учителей химии и биологии.
С 1971 по 1999 год — учитель средней школы № 3 города Железногорск-Илимский Иркутской области. Ей были созданы биологический кабинет, школьный экологический музей, клуб «Березка», школьное лесничество. Ученики педагога являлись многократными победителями олимпиад по биологии, а сама школа — призером Всесоюзных конкурсов школьных лесничеств, дипломантом ВДНХ, победителем областной выставки «Исследователи природы».
Школьное лесничество имело площадь почти 1200 га. В одном только 1987 году молодые сосны были высажены на 10 га. Ежегодно проводились акции «Ель», «Наст», «Муравейник», «Нерест», «Первоцвет» и другие. В рамках эколого-биологических программ осуществлялась заготовка лекарственного сырья, производились санитарные рубки, проводились работы по очистке леса и другие, направленные на сохранение живой природы.
Умерла 17 марта 2015 года.

## Награды и звания
- Заслуженный учитель школы РСФСР (1979)
- Народный учитель СССР (1988).